# Kurt Ostbahn

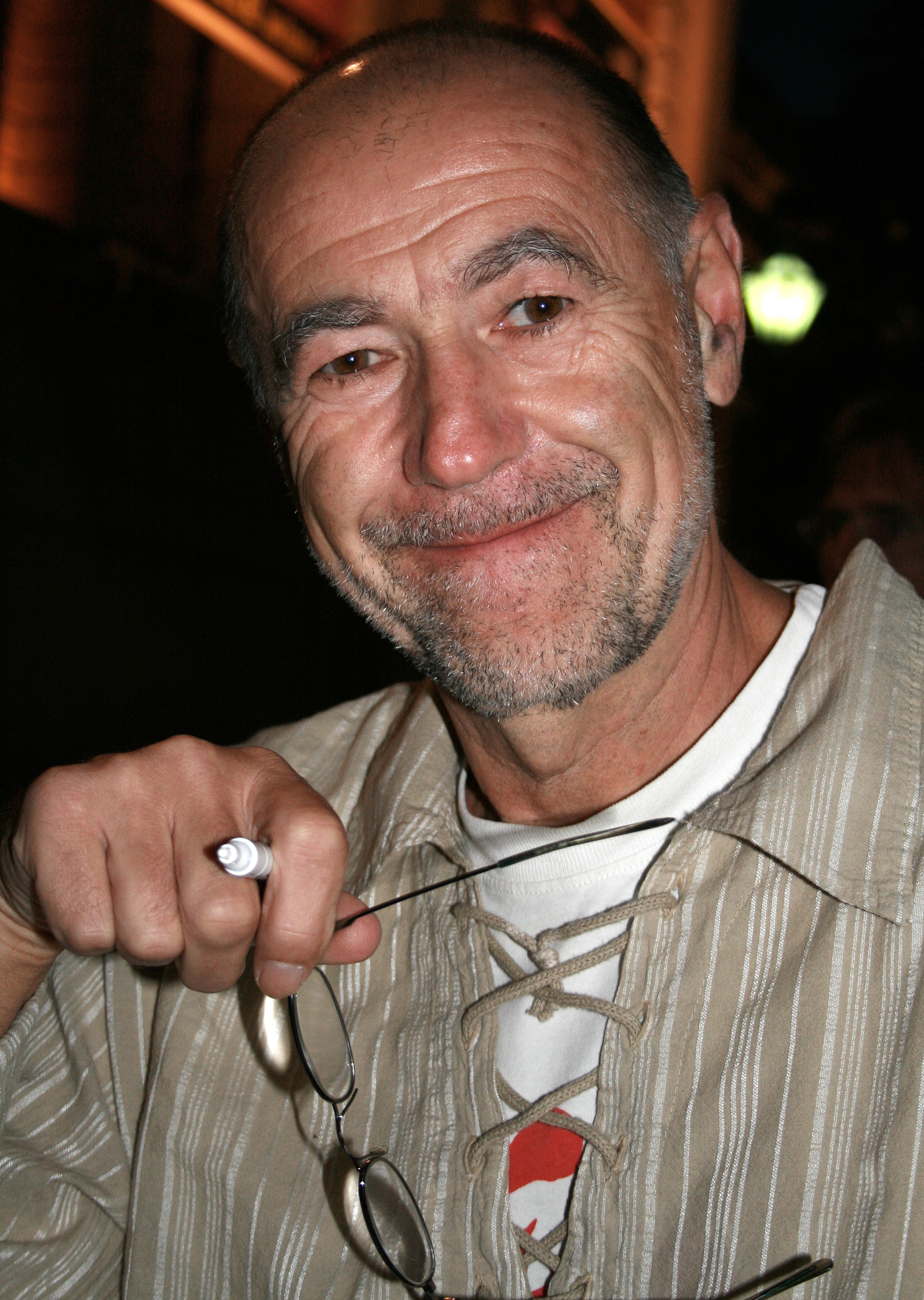
Willi Resetarits alias Dr. Kurt Ostbahn

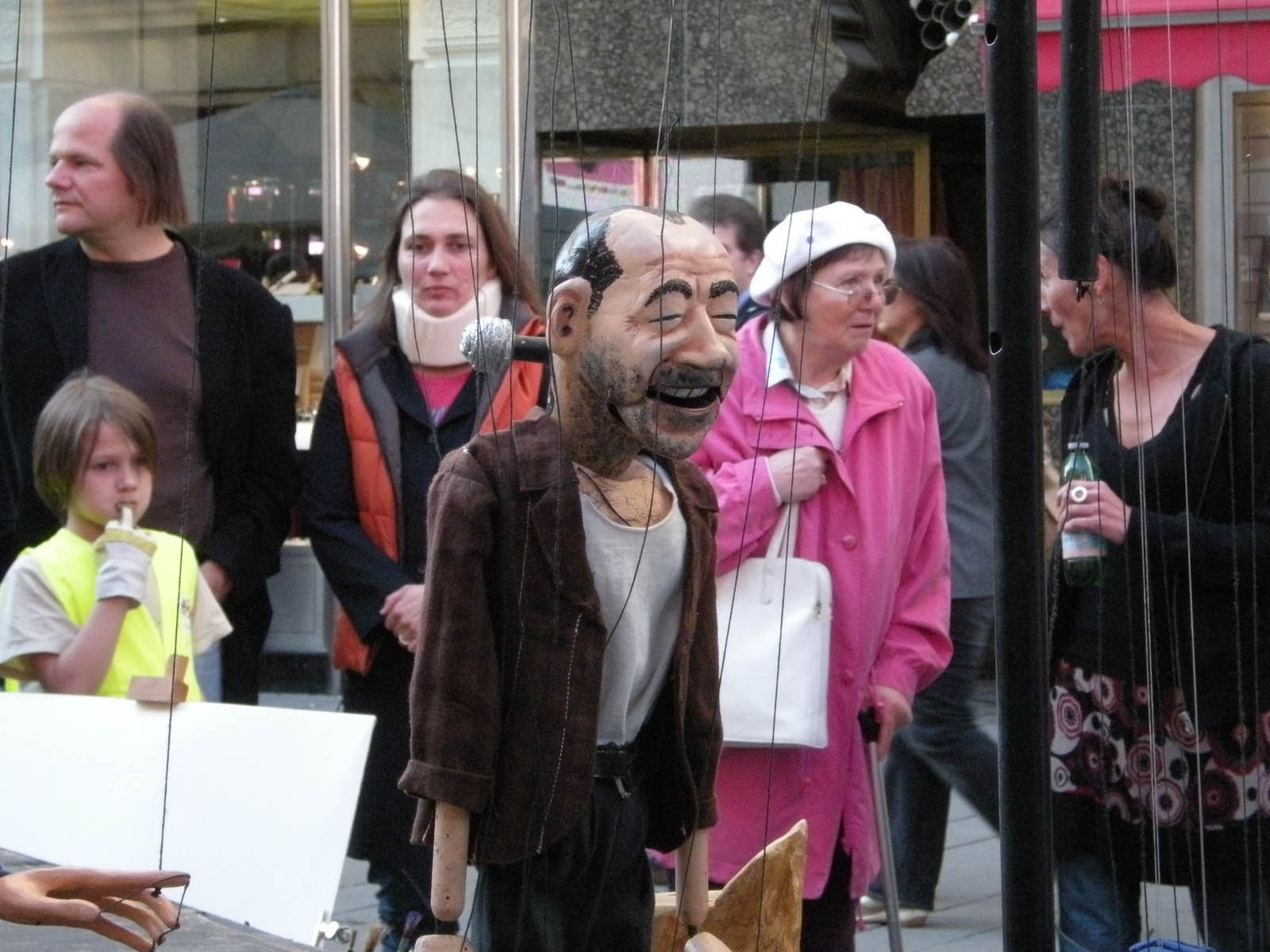
Dr. Kurt Ostbahn, Sänger a. D., Marionette von Karin Schäfer

Dr. Kurt Ostbahn, vulgo Ostbahn-Kurti, war eine vom Texter Günter Brödl im Scherz erfundene Kunstfigur, die ein öffentliches Eigenleben entwickelte. Personifiziert wurde sie ab 1983 bis zu ihrer vorläufigen Pensionierung im Jahr 2003 und nach 2011 in einzelnen Auftritten vom 2022 verstorbenen Musiker Willi Resetarits.

## Geschichte
Mitte der 1970er Jahre war in der Sendung Musicbox des Radiosenders Ö3 ein musikalischer Jahresrückblick zu hören. Wolfgang Kos fragte seinen Co-Moderator Günter Brödl, wie amerikanische Vorstadtmusiker wie Southside Johnny & the Asbury Jukes wohl in Wien heißen würden. Brödl antwortete „Ostbahn-Kurti & die Chefpartie“.
1979 wurde Brödls Theaterstück Wem gehört der Rock ’n’ Roll? uraufgeführt. In diesem Stück hatte Kurt Ostbahn bereits eine komplette Biografie. Die Figur wurde damals von Erich Götzinger verkörpert. Angeblich habe Kurt Ostbahn bereits zwei vergriffene LPs produziert, Liedtexte wurden in diversen Literaturzeitschriften publiziert, die Arbeiter-Zeitung veröffentlichte ein Porträt und die Musicbox sendete ein Interview mit Kurt Ostbahn.
Um die Authentizität seiner Kunstfigur zu steigern, inserierte Brödl Anzeigen wie: „Suche Ostbahn-Kurti-LPs!“ oder sprühte an Autobahnbrücken sein Graffito „Kurt Ostbahn lebt!“ Brödl gab sich als dessen Kontaktperson aus.
1983 traf Brödl auf Willi Resetarits, der zu diesem Zeitpunkt mit den Schmetterlingen gesellschaftskritischen Folk machte; Resetarits verkörperte nun die Figur Kurt Ostbahn in der Öffentlichkeit. Von da an konzentrierte sich Brödl auf die Texte, Resetarits und Band übernahmen den musikalischen Part. Brödl übertrug Blues-, Country- und Rockklassiker verschiedener Künstler ins Wienerische.
Besondere Beachtung erhielten die Coverversionen von Springsteen-Songs; die Version des Liedes Fire bedeutete für Ostbahn-Kurti die erste Platzierung in den Singles-Charts:
| Jahr | Coverversion                       | Titel                          | Jahr | Original                 | Album                        |
| ---- | ---------------------------------- | ------------------------------ | ---- | ------------------------ | ---------------------------- |
| 1985 | Feuer                              | Ostbahn-Kurti & Die Chefpartie | 1978 | Fire (live) (1986)       | Live 1975–85                 |
| 1985 | Blattschuss                        | Ostbahn-Kurti & Die Chefpartie | 1980 | Point Blank              | The River                    |
| 1985 | Stadt aus Stan                     | Ostbahn-Kurti & Die Chefpartie | 1977 | Hearts of Stone (1998)   | Tracks                       |
| 1985 | Rendezvous                         | Single                         | 1980 | Rendezvous (live) (1998) | Tracks                       |
| 1989 | Arbeit                             | Liagn & Lochn                  | 1978 | Factory                  | Darkness on the Edge of Town |
| 1989 | A Schritt vire (zwa Schritt zruck) | Liagn & Lochn                  | 1987 | One Step Up              | Tunnel of Love               |
| 1994 | Feiertog (live)                    | Trost & Rat                    | 1980 | Independence Day         | The River                    |

## Bands

### Chefpartie
Im Jahr 1984 stand schließlich die erste (echte) Besetzung der Chefpartie, bestehend aus Karl Horak (Leo Bei, Bass), Josef Havlicek (Wolfgang Grünzweig, Gitarre), Mario Adretti (Harry Cuny de Pierron, Orgel) und Eduard Jedelsky (Helmut Grössing, Schlagzeug). 1985 erschienen zum einen die LP Ostbahn-Kurti & die Chefpartie sowie das Live-Album Live. 1986 verließ Havlicek die Chefpartie, dessen Posten als Gitarrist in den folgenden Jahren von Willy Brunner (Walter Kramer) und – ab 1989 – Lilli Marschall (Miki Liebermann) übernommen wurde. 1988 kam noch Leopold Karasek (Karl Ritter) hinzu. Es folgten Livekonzerte, Ostbahn-Kurti-Comics und Romane. Nach zehn Jahren löste sich die Band auf und am 29. Oktober 1994 spielte Ostbahn-Kurti in Neusiedl am See das letzte Konzert mit der Chefpartie. Am 30. Dezember 1994 fand die Uraufführung des Theaterstücks Die Tankstelle der Verdammten von Georg Ringsgwandl statt, in der Ostbahn-Kurti die Rolle des Tino übernahm.

### Kombo
1995 nahm Ostbahn Espresso Rosi, das erste Album mit der Kombo, auf, die aus Stefan Bernheimer (Gitarre), Klaus Trabitsch (Gitarre), Roland Guggenbichler (Keyboards), Erich Buchebner (Bass) und Christian Eigner (Schlagzeug) bestand. Des Weiteren gestaltete er ab 9. April 1995 jeden Sonntag die Radiosendung Trost und Rat von und mit Dr. Kurt Ostbahn auf Radio Wien. 1997 spielte er die Hauptrolle in dem Film Blutrausch und 1998 veröffentlichte er ein Liederbuch mit dem Titel Ostbahn – Auslese.
Nachdem Günter Brödl 45-jährig am 10. Oktober 2000 einem plötzlichen Herztod erlegen war, gaben Kurt Ostbahn und die Kombo 2003 eine Abschiedstournee. Am Silvesterabend 2003 gab Resetarits zum vorerst letzten Mal die Rolle des Kurt Ostbahn.
Zum fünften Todestag von Günter Brödl hing an einer Brücke über dem Wiener Gürtel beim AKH ein Transparent mit der Aufschrift „Ostbahn lebt!“ Weder die zuständige Magistratsabteilung noch die Polizei demontierten das Transparent. Am Abend des 10. Oktober 2005 wurde das Transparent wieder abgenommen und später Willi Resetarits übergeben. Das Transparent war auch am 11. Oktober 2010 im Wiener Orpheum bei der Präsentation des Ostbahn-Gesamtwerkes dabei.

### Kurt Ostbahn & die Musiker seines Vertrauens
Am 27. und 28. August 2011 („20 Jahre Ostbahn XI“), am 22. und 24. August 2014 („30 Jahre Ostbahn“) sowie am 19. und 21. August 2016 und 23. und 25. August 2019 („Klassentreffen“) fanden dann im Wiener Prater auf der Kaiserwiese erneut Ostbahn-Konzerte mit Mitgliedern der Chefpartie und der Kombo als „Musiker seines Vertrauens“ statt. Am 5. August 2017 fand das für ursprünglich 2016 geplante Konzert („Klassenausflug“) in der Burgarena Clam statt. Am 25. August 2018 fand das erste von zwei „Klassenausflug 2018“-Konzerten auf der Donaubühne Tulln statt.

## Diskografie

### Alben
| Jahr | Band                                | Titel                                      | Anmerkungen |
| ---- | ----------------------------------- | ------------------------------------------ | --- |
| 1976 |                                     | Antifrost Boogie                           | alle fiktiv |
| 1977 | Nochtschicht                        |                                            | alle fiktiv |
| 1978 | Im Oberschenkelmarkt                |                                            | alle fiktiv |
| 1985 | Chefpartie                          | Ostbahn-Kurti & die Chefpartie             | |
| 1985 | Chefpartie                          | Ostbahn Live                               | Live (Oktober 1985, Kulisse, Wien) |
| 1988 | Chefpartie                          | A schene Leich                             | |
| 1989 | Chefpartie                          | Liagn & Lochn                              | |
| 1991 | Chefpartie                          | 1/2 so wüd                                 | |
| 1992 | Chefpartie                          | A blede Gschicht … oba uns is wuascht!     | |
| 1994 | Chefpartie                          | Trost & Rat                                | Unplugged (20. – 25. April 1993, Vindobona, Wien) |
| 1994 | Chefpartie                          | Saft & Kraft                               | Live (11. – 13. Oktober 1993, Bank Austria Zelt, Wien) |
| 1995 |                                     | Die Tankstelle der Verdammten              | Theaterstück von Georg Ringsgwandl (als „Tino“) |
| 1995 | Kombo                               | Espresso Rosi                              | |
| 1997 | Kombo                               | Reserviert fia zwa                         | |
| 1997 | Kombo                               | Blutrausch                                 | Soundtrack |
| 1999 | Kombo                               | 50 (Fünfzig verschenkte Jahre)             | |
| 2001 | Kombo                               | Ohjo                                       | |
| 2003 | Kombo                               | Wann de Musik …                            | |
| 2003 | Kombo                               | … vuabei is                                | |
| 2003 | Kombo                               | Hohe Warte Live 1                          | Live (5. & 6. Juli 2003, Casino Stadion Hohe Warte, Wien). Ostbahn 11 = Kombo + Bläsersektion („East Train Horns“) + Damenchor („Kurtlettes“). Alle Zugaben und auf Live 3 ab „Paß guat auf“: Ostbahn 11 + Chefpartie. |
| 2003 | Chefpartie                          | Hohe Warte Live 2                          | Live (5. & 6. Juli 2003, Casino Stadion Hohe Warte, Wien). Ostbahn 11 = Kombo + Bläsersektion („East Train Horns“) + Damenchor („Kurtlettes“). Alle Zugaben und auf Live 3 ab „Paß guat auf“: Ostbahn 11 + Chefpartie. |
| 2003 | Ostbahn 11                          | Hohe Warte Live 3                          | Live (5. & 6. Juli 2003, Casino Stadion Hohe Warte, Wien). Ostbahn 11 = Kombo + Bläsersektion („East Train Horns“) + Damenchor („Kurtlettes“). Alle Zugaben und auf Live 3 ab „Paß guat auf“: Ostbahn 11 + Chefpartie. |
| 2004 | Kombo                               | Kurt Ostbahn trifft Sivan Perwer           | Live (31. Jänner 2003, Burgtheater, Wien) |
| 2005 | Kombo                               | Höchste Zeit – Ein Abend im Gasthaus Quell | Live (11. & 12. Oktober 2003, Gasthaus Quell, Wien) |
| 2014 | … und die Musiker seines Vertrauens | 2014 Live auf der Kaiserwiese              | Live (22. & 24. August 2014, Kaiserwiese, Wiener Prater) |

### Singles
| Jahr | Band       | Titel                              | Anmerkungen                                                                                               |
| ---- | ---------- | ---------------------------------- | --- |
| 1975 |            | Ollas wos i brauch                 | fiktiv |
| 1985 | Chefpartie | Ois hod sei End                    | Coverversion von It's All Over Now (The Rolling Stones u. a.) c/w Defekt                                  |
| 1985 | Chefpartie | Feuer                              | Coverversion von Fire (Bruce Springsteen, The Pointer Sisters u.a) c/w Caorle                             |
| 1985 | Chefpartie | Rendezvous                         | Coverversion von Rendezvous (Bruce Springsteen) c/w Stern vom Praterstern (live)                          |
| 1988 | Chefpartie | Frog ned wos muagn is              | Coverversion von I Must Be Dreaming (Willy DeVille) c/w Es gibt Straßn                                    |
| 1988 | Chefpartie | I hea Di klopfn                    | Coverversion von I Hear You Knocking (Dave Edmunds u. a.) c/w Nimm di Fiaß in d'Händ                      |
| 1989 | Chefpartie | Schee, Schee, Schee                | c/w Chili Con Carne                                                                                       |
| 1989 | Chefpartie | A Schritt vire (zwa Schritt zruck) | Coverversion von One Step Up (Bruce Springsteen) c/w Unter Null                                           |
| 1989 | Chefpartie | Da Joker                           | Coverversion von The Joker (Steve Miller Band) c/w Bleib allaa                                            |
| 1991 | Chefpartie | 57er Chevy                         | Coverversion von I've Got a Rock 'n' Roll Heart (Eric Clapton) c/w Ganz afoch                             |
| 1992 | Chefpartie | Zuckagoschal                       | Coverversion von Dixie Chicken (Little Feat) c/w Wo bleib i? („Ernte 72“-Version) / Tequila Sunrise       |
| 1992 | Chefpartie | Bertl Braun                        | Coverversion von Bobby Brown (Goes Down) (Frank Zappa) c/w Anti-Index-Mix, Trauminix-Mix, Scheißminix-Mix |
| 1992 | Chefpartie | A schwera Fall                     | Coverversion von Wherever I Lay My Hat (Marvin Gaye, Paul Young) c/w 1na von uns 2 / Ganz afoch           |
| 1994 | Chefpartie | Erschte Klass                      | c/w So a Glück / Ka Idee / Da Quöla                                                                       |
| 1995 | Kombo      | I wüs garned wissn                 | unveröffentlicht                                                                                          |
| 2001 | Kombo      | 57 Engeln                          | c/w Wos red i / A batzn Hetz / Instrumental                                                               |
| 2003 | Kombo      | Santa Klaus                        | Kurt Ostbahn vs. Birgit Denk                                                                              |
| 2008 | Kombo      | Bau keinen Mist                    | c/w Instrumental                                                                                          |

### Kompilationen
| Jahr | Band               | Titel                                                 | Anmerkungen                                 |
| ---- | ------------------ | ----------------------------------------------------- | ------------------------------------------- |
| 1993 | Chefpartie         | Ostbahn-Kurti & die Chefpartie                        |                                             |
| 1996 | Chefpartie         | Die größten Hits aus 10 Jahren                        |                                             |
| 1997 | Chefpartie         | Die größten Hits der 80er und 90er aus Österreich     |                                             |
| 1998 | Chefpartie / Kombo | Master Series                                         |                                             |
| 1998 | Chefpartie         | Bernie’s Pop Collection                               |                                             |
| 2002 | Chefpartie         | 1985 – Live & Studio                                  | 2-CD: Ostbahn-Kurti & die Chefpartie / Live |
| 2002 | Chefpartie / Kombo | Kurtiositäten                                         | Raritäten                                   |
| 2004 | Chefpartie         | Austropop Collection                                  |                                             |
| 2005 | Chefpartie / Kombo | Austropop Kult                                        |                                             |
| 2010 | Chefpartie         | Trost & Rat + Saft & Kraft + andere Kurtiositäten     |                                             |
| 2010 | Kombo              | 2 neiche Liada, a Bluatrausch und andere schene Sochn |                                             |
| 2010 | Chefpartie / Kombo | Die komplette Box                                     | 15-CD-Box                                   |
| 2011 | Chefpartie / Kombo | Ois wosd brauchst                                     | 3-CD-Box                                    |
| 2011 | Chefpartie / Kombo | I foa o auf …                                         | 3-CD-Box: 1985 – Live & Studio / Best of    |
| 2012 | Chefpartie / Kombo | The Best of Ostbahn Kurti                             | Krone-Edition                               |
| 2014 | Chefpartie         | Jö schau …                                            |                                             |
| 2015 | Chefpartie / Kombo | Austropop – Legenden                                  |                                             |
| 2016 | Chefpartie / Kombo | Austro Masters Collection                             |                                             |

Der Bassist der Chefpartie, Karl Horak, coverte im Frühsommer 2007 zwei Lieder von Ostbahn-Kurti.

## Auszeichnungen
- 2000: Amadeus Austrian Music Award – Beste Gruppe Pop/Rock national
- 2006: Amadeus Austrian Music Award – Bester Künstler Pop/Rock national

Nominierungen
- 2002: Amadeus Austrian Music Award
- 2003: Amadeus Austrian Music Award
- 2004: Amadeus Austrian Music Award